# کروتیشکا
کروتیشکا (به لاتین: Krutishka) یک منطقهٔ مسکونی در روسیه است که در سرزمین آلتای واقع شده‌است.